# Bogdanovka (camp)
|  | Per a altres significats, vegeu «Bogdanovka (Saràtov)». |

Bogdanovka va ser un camp de concentració per a jueus, que va ser establert per les autoritats romaneses durant la Segona Guerra Mundial com a part de l'Holocaust. El camp estava al riu Bug, al districte de Golta a la Transnístria, i va allotjar a 48.000 persones a finals de 1941. Entre 4.000 i 5.000 foren cremats vius i la resta disparats al bosc entre el 21 i el 29 de desembre de 1941. Les cremacions de cadàvers van durar fins al febrer de 1942.